# Katral, Yelbarga
Katral là một làng thuộc tehsil Yelbarga, huyện Koppal, bang Karnataka, Ấn Độ.